# Luther Davis
Luther Davis (29 août 1916 - 29 juillet 2008) est un scénariste et acteur de théâtre américain.

## Biographie
Luther Davis a étudié à Culver Academies, a reçu un BA de Yale et atteint le grade de major dans l’US Air Force. Il était le père de deux filles et était marié à l’actrice de feuilletons Jennifer Bassey (en), sa compagne depuis 1978 jusqu’à sa mort en 2004.
En collaboration avec Charles Lederer, Robert Wright[réf. nécessaire] et George Forrest, Luther Davis écrit Kismet, Tombouctou! et deux versions différentes du roman de Vicki Baum Grand hotel (Menschen im Hotel) (Au Grand pour Los Angeles et San Francisco Light Opera Association et la version comédie musicale de Broadway, Grand Hotel).
Il a reçu deux Tony Awards en 1954 (avec Lederer[Qui ?]) pour Kismet[Lequel ?] comme meilleur auteur (comédie musicale) et comme coauteur du livre a contribué à la victoire de la meilleure musique. Il a été nommé à nouveau en 1978, pour la plupart de production novateurs d’un renouveau, en tant que producteur de Tombouctou!, et en 1990 en tant qu’auteur du meilleur livre (comédie musicale) pour Grand Hotel, The Musical.
Il a écrit quinze films, des émissions spéciales pour la télévision et coproduit des pièces de Stephen MacDonald (en) : pas de héros, Off-Broadway.
Il a gagné deux Mystery Writers of America Edgar Awards et a été nommé à plusieurs reprises par la Writers Guild of America et la Ligue des théâtres et les producteurs américains.

## Filmographie
Scénario
- Marchands d'illusions (The Hucksters) (1947)
- Un lion dans les rues (1953)
- New Faces (en) (1954)
- L'Étranger au paradis (Kismet) (1955)
- Embrasse-la pour moi (Kiss Them for Me) (1957)
- La Femme que j'aimais (The Gift of Love) (1958)
- Holiday for Lovers (en) (1959)
- Les Mille et Une Nuits (1961)
- Lady in a Cage (1964)
- Daughter of the Mind (en) (1969)
- The Old Man Who Cried Wolf (1970)
- Meurtres dans la 110e rue Across 110th Street (1972)

## Théâtre
- Kiss Them for Me (en) (Mar 20, 1945 - Jun 23, 1945)
- New Faces of 1952 (en) (May 16, 1952 - Mar 28, 1953)
- Kismet[Lequel ?] (Dec 3, 1953 - Apr 23, 1955)
- Timbuktu! (Mar 1, 1978 - Sep 10, 1978)
- Grand Hotel (comédie musicale) (Nov 12, 1989 - Apr 25, 1992)